# Distretto di Kamiminochi
Il distretto di Kamiminochi (上水内郡, Kamiminochi-gun?) è uno dei distretti della prefettura di Nagano, in Giappone.
Attualmente fanno parte del distretto i comuni di Iizuna, Ogawa e Shinano.
| Controllo di autorità | VIAF (EN) 256244411 · NDL (EN, JA) 00637373 |